# Langwarder Groden

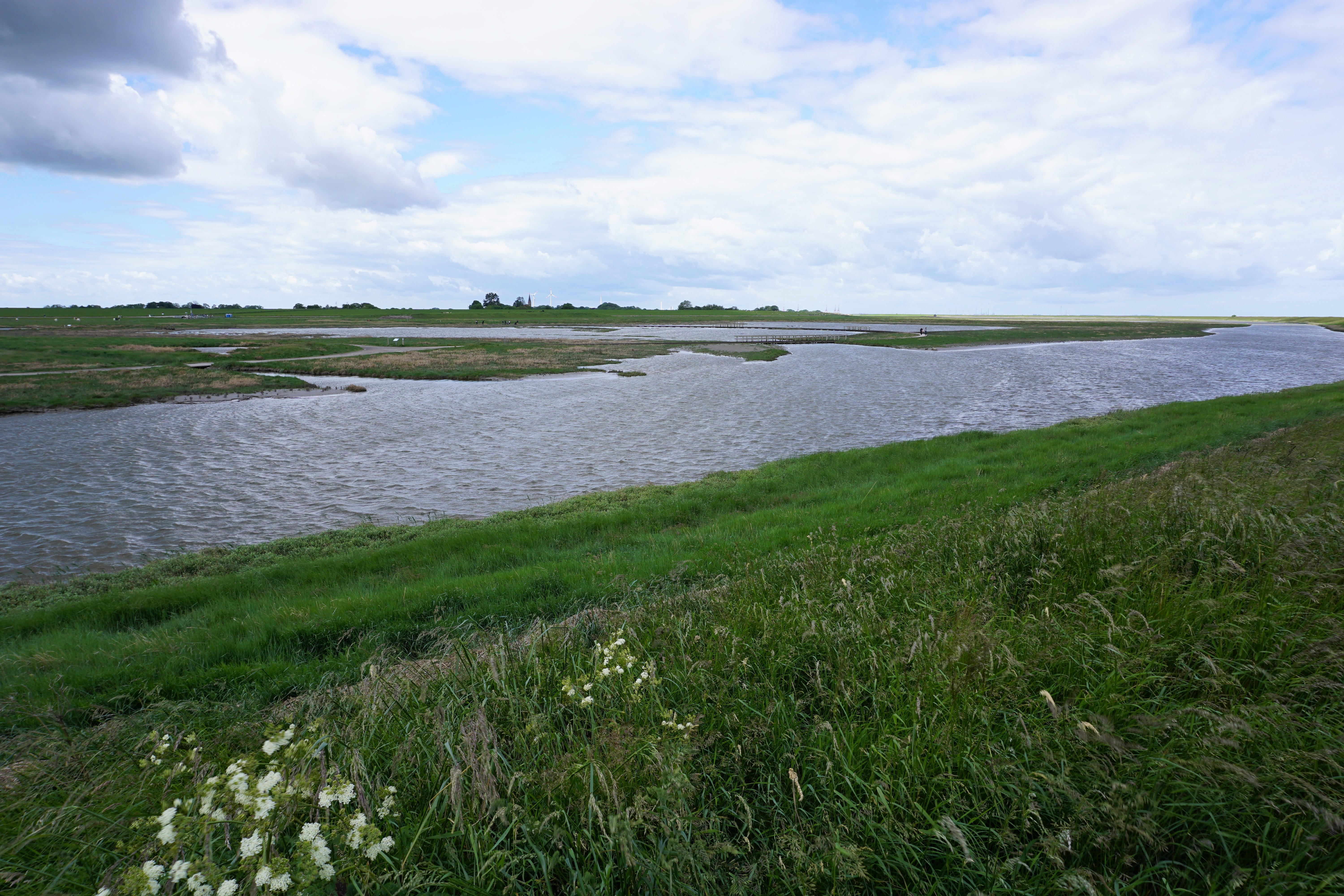
Blick vom Sommerdeich auf den Langwarder Groden bei Hochwasser

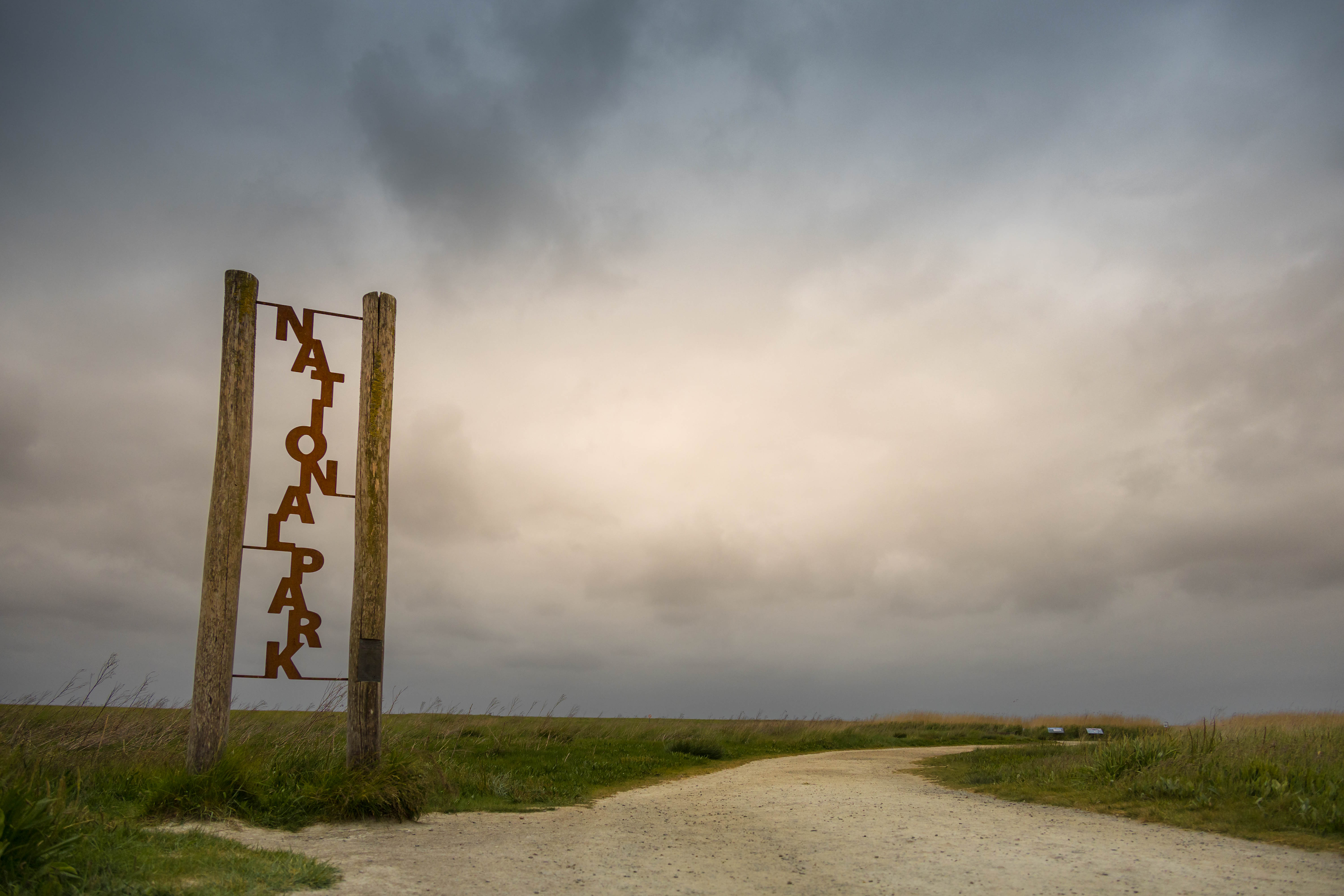
Hinweisschild im Langwarder Groden im Nationalpark Niedersächsisches Wattenmeer

Der Langwarder Groden liegt im Nationalpark Niedersächsisches Wattenmeer zwischen Fedderwardersiel und Langwarden. Seit 2015 führt ein gleichnamiger Rundweg durch den Groden.
Seit 1930 war der Groden durch einen Sommerdeich von den Gezeiten abgetrennt. Als Ausgleichsmaßnahme für den JadeWeserPort wurde der rund 4 Kilometer lange Sommerdeich im August 2014 auf 900 Meter Länge wieder geöffnet und 140 Hektar des Langwarder Grodens wieder den Gezeiten ausgesetzt. Parallel wurden ein 5,9 Kilometer langer Rundweg (davon 400 Meter als Bohlensteg), eine Vogelbeobachtungshütte, Aussichtsplattformen und Informationstafeln erstellt. Am 15. April 2015 wurde der Rundweg vom damaligen niedersächsischen Umweltminister Stefan Wenzel feierlich eröffnet.
Als eine der umfangreichsten Renaturierungen seit Einrichtung des Nationalparks wird es viele Jahre bis Jahrzehnte dauern, bis sich die natürliche Vegetation und Strukturvielfalt wieder einstellt. Der Rundweg ermöglicht, diese Entwicklung von Anfang an zu verfolgen. Das Nationalparkhaus in Fedderwardersiel bietet dazu Führungen an.
Der Langwarder Groden hat die bundesweite Wahl zum „Naturwunder des Jahres 2024“ der Heinz Sielmann Stiftung und des Deutschen Wanderverbandes gewonnen.